# Ззірчення

Побудова ззірченого дванадцятикутника: правильного многокутника з символом Шлефлі {12/5}.

У геометрії, ззірченням називають процес продовження многокутника (у двовимірному просторі), багатогранника в тривимірному просторі, чи, взагалі, політопа в n-вимірному просторі для формування нової фігури. Починаючи з початкової фігури, процес розтягує певні елементи, такі як ребра чи грані, зазвичай симетрично, поки вони перетнуться знову щоб замкнути межі нової фігури. Нова фігура називається ззірченням початкової фігури.

## Означення Кеплера
У 1619 році Кеплер визначив ззірчення многокутників і багатогранників, як процес продовження ребер чи граней аж до їхнього перетину і утворення нового многокутника чи багатогранника. 
Він ззірчив правильний додекаедр і отримав два правильні зіркові багатогранники, малий ззірчений додекаедр і великий ззірчений додекаедр.
Він також ззірчив правильний октаедр, щоб отримати зірчастий октаедр, звичайне з'єднання двох тетраедрів.

## Ззірчення многокутників
Симетричне ззірчення правильного многокутника утворює правильний зірчастий многокутник або многокутне з'єднання. Такі многокутники характеризуються числом разів m, межі багатокутника намотуються навколо центру фігури. Як і всі правильні багатокутники, їх вершини лежать на колі. m також означає кількість оборотів навколо центру кола, щоб дістатися з одного кінця даного ребра до іншого, починаючи з 1.
Правильному зірчастому багатокутнику відповідає його символ Шлефлі {n/m}, де n — число вершин, m — це крок використовується для порядкування вершин довкола нього,  m і n — взаємно прості (тобто не мають спільних дільників). Роблячи m = 1 дає опуклу фігуру {n}.
Якщо n і т мають спільний дільник, то така фігура є правильним з'єднанням. Наприклад {6/2} є правильним з'єднанням двох трикутників {3} або гексаграмою, в той час як {10/4} — з'єднання двох пентаграм {5/2}.
Деякі автори використовують символ Шлефлі для таких правильних з'єднань. Інші розглядають символ, що вказує поєдинчий шлях, що намотується m разів на n/m вершин так, що одне ребро перетинає інше, і через кожну вершину проходять m разів. У цьому випадку може використовуватись видозмінений символ для з'єднань, наприклад, 2{3} для гексаграми і 2{5/2} для правильного з'єднання двох пентаграм.
Звичайний n-кутник має (n-4)/2 ззірчень, якщо n парне і (n-3)/2 ззірчень, якщо n непарне.
| Пентаграма, {5/2}, є єдиним ззірченням п'ятикутника | Гексаграма, {6/2}, ззірчення шестикутника є з'єднанням двох трикутників. | Дев'ятикутник {9} має 3 еннеаґрамні форми: {9/2}, {9/3}, {9/4}. {9/3} — з'єднання 3 трикутників. |
| Семикутник має дві гептаґрамні форми: {7/2}, {7/3}  |                                                                          | Дев'ятикутник {9} має 3 еннеаґрамні форми: {9/2}, {9/3}, {9/4}. {9/3} — з'єднання 3 трикутників. |

Як і семикутник восьмикутник теж має два октаґраматичні ззірчення, одне, {8/3} є зірчастий многокутник, а інший, {8/2} є з'єднанням двох квадратів.

## Ззірчення багатогранників
|  |  |  |  |  |  |  |

Багатогранник ззірчується продовженням ребер чи граней багатогранника, до їх перетину і утворення нового багатогранника або з'єднання. Внутрішність нового багатогранника, ділиться гранями на певне число комірок. Торцеві площини багатогранника можуть ділити простір на безліч таких комірок, і з продовженням ззірчення будуть відсікатися більше таких комірок. Для симетричних багатогранників, ці комірки поділяться на групи, або множини, конгруентних комірок — кажуть, що комірки в таких конгруентних множинах такого самого типу. Загальний метод знаходження ззірчень передбачає вибір одного чи кількох типів комірок.
Це може призвести до величезної кількості можливих форм, тому часто застосовують додаткові критерії для  зменшення множини значущих і унікальних ззірчень.
Сукупність комірок, що утворюють замкнутий шар навколо ядра називається оболонкою. Для симетричних багатогранників, оболонка може складатися з одного або більше типів комірок.
На основі таких ідей, було визначено кілька вузьких цікавих категорій ззірчень.
- Осьові ззірчення. Додавання послідовних оболонок ядра багатогранника призводить до утворення множини осьових ззірчень.
- Повністю витримані ззірчення. На нижній межі комірок можуть виступати ззовні, ніби «навіси». У повністю витриманих ззірчень немає таких виступів, а також всі видимі частини грані видимі з одного боку.
- Одновершинні сузір'ях. Дослівно «одно-пікові». Якщо у ззірченні є лиш один вид вістер, або вершин (тобто всі вершини подібні в межах однієї орбіти симетрії), вони називаються одновістряні або одновершинні. Всі такі ззірчення повністю витриманими.
- Основні ззірчення. Якщо багатогранник має площини дзеркальної симетрії, тоді кажуть, що ребра, що перетинають такі площини лежать на основних лініях. Якщо всі ребра лежать на основних лініях — ззірчення називають основним. Всі основні ззірчення повністю витримані.
- Ззірчення Міллера. У «П'ятдесят дев'ять ікосаедрів» Кокстера, Дю Валь, Флатер і Петрі запис п'ять правил, запропонованих Міллером. Хоч ці правила стосуються тільки ікосаедрової геометрії, вони пристосували їх для довільних багатогранників. Вони забезпечують, серед іншого, що обертальна симетрія вихідного багатогранника зберігається і що кожне ззірчення відрізняється своїм виглядом. Чотири типи щойно означених ззірчень є підкласами ззірчень Міллера.

Можна також визначити деякі інші категорії:
- Часткове ззірчення, таке у якому не всі елементи даної вимірності продовжили.
- Майже-симетричні ззірчення — це ззірчення, де не всі елементи продовжені симетрично.

Архімедові тіла і їх двійники теж можна ззірчити. Тут, як правило, додається правило, що всі вихідні торцеві площини повинні бути присутніми у ззірченні, тобто не розглядають часткові ззірчення. Наприклад, куб — як правило, не розглядають як ззірчення кубооктаедра.
Узагальненнями правил Міллера є:
- 4 ззірчення ромбічного додекагедрона
- 187 ззірчень триакістетраедра
- 358,833,097 ззірчень ромбічного триаконтагедрона
- 17 ззірчень кубооктаедра (4 показані у Веннінґерових «Моделях багатогранників»)
- Невідоме число ззірчень ікосододекаедра; є 7071671 не хіральних  ззірчень, але число хіральних ззірчень невідоме (19 показані в Веннінґерових «Моделях багатогранників»)

Сімнадцять неопуклих рівномірних багатогранників є ззірченнями твердих архімедових тіл.

### Правила Міллера
У книзі П'ятдесят дев'ять ікосаедрів, Ж. К. П. Міллер запропонував набір правил для визначення, які ззірчені фігури слід вважати «справді значущими і окремими».
Ці правила були адаптовані для використання з ззірчень багатьох інших багатогранників. За правилами Міллера маємо:
- Не існує ззірчень тетраедра, позаяк усі його грані суміжні
- Не існує ззірчень куба, тому що несуміжні грані паралельні і, отже, не можуть бути продовжені настільки щоб перетнутись і утворити нові ребра
- Існує 1 ззірчення октаедра, зірчастий октаедр
- Є 3 ззірчення додекаедр: в малий ззірчений додекаедр, великий додекаедр і великий ззірчений додекаедр, всі вони є багатогранниками Кеплера-Пуансо.
- Є 58 ззірчень ікосаедра, в тому числі і великий ікосаедр (належить до багатогранників Кеплера-Пуансо) і друге і останнє ззірчення ікосаедра. 59-а модель в П'ятдесяти дев'яти ікосаедрах — це вихідний ікосаедр.

Багато «ззірчень Міллера» неможливо отримати безпосередньо за допомогою методу Кеплера. Наприклад, багато мають порожнисті центри, де вихідні грані й ребра основного багатогранника повністю відсутні: немає з чого ззірчувати. З іншого боку, метод Кеплера також утворює ззірчення, які заборонені правилами Міллера, оскільки їхні комірки з'єднані ребрами або вершинами, навіть якщо їх грані окремі многокутники. На цю невідповідність довший час не звертали уваги аж до статті Інчбальда (2002).

### Інші правила ззірчення
Правила Міллера в жодному разі не є «правильним» шляхом обліку ззірчень. Вони засновані на поєднанні певним чином деталей зі діаграм ззірчень і не враховують топологію отриманих граней. Самі по собі існують певні цілком прийнятні ззірчення ікосаедра, які не задовольняють ці правила — одне з них знайшов Джеймс Брідж у 1974 році, тоді як є сумніви щодо деяких «ззірчень Міллера», чи є вони взагалі ззірченнями — один з набору ікосаедрових включає кілька досить розрізнених комірок, що симетрично рухаються в просторі.
Поки альтернативний набір правил, який це враховує ще не були повністю розроблені. Найбільшого прогресу було досягнуто опираючись на те, що ззірчення — це обопільний або двоїстий процес гранування, причому видаляються частини багатогранника без утворення нових вершин. Для кожного ззірчення деякого багатогранника, існує подвійне гранування  подвійного багатогранника і навпаки. Вивчаючи гранування двоїстости, отримуємо знання про ззірчення оригіналу. Брідж знайшов нове ззірчення ікосаедра вивчаючи гранування його двоїстости, додекаедра.
Деякі багатогранологи вважають, що ззірчення — це двосторонній процес, такий, що будь-які два багатогранники, що мають однакові площини граней є ззірченнями один одного. Це зрозуміло, якщо розробляти загальний алгоритм, що згодиться для використання в комп'ютерній програмі, проте щодо решти питань воно не має особливої практичної користі.
Багато прикладів ззірчень можна знайти у списку Веннінґерових моделей ззірчень.

## Ззірчення політопів
Процес ззірчення можна також застосовувати до багатовимірних багатогранників. Ззірчена діаграма n-багатогранника існує в (n-1)-вимірній гіперплощині даної грані.
Наприклад, в 4-вимірному просторі, покращена звеличена ззірчена 120-комірка є остаточним ззірченням правильного 4-політопа 120-комірника.

## Назви ззірчень
Першим систематичним йменуванням ззірчень багатогранників була система йменування Келі зірчастих багатогранників (нині відомих як багатогранники Кеплера — Пуансо). Ця система була широко, проте не завжди систематично використовувана для інших багатогранників і вищих політопів.
Джон Конвей розробив термінологію для ззірчених багатокутників, багатогранників і 4-політопів (Коксетер, 1974). У цій системі процес продовження ребер для створення нових фігур називається ззірченням, а продовження граней називається покращенням, а розширенням комірок називається звеличенням (останнє не поширюється на багатогранники). Це дозволяє систематичне використання таких слів як «ззірчений», «покращений» і «звеличений» для розробки назв для отриманих фігур. Наприклад Конвей запропонував деякі незначні зміни імен багатогранників Кеплера-Пуансо.

## Ззірчення до нескінченности
Веннінґер помітив, що деякі багатогранники, такі як куб, не мають ніяких скінченних ззірчень. Проте можна побудувати комірки ззірчення у вигляді призм, що тягнуться до нескінченності. Фігура, що складається з таких призм називається нескінченним ззірченням або ззірченням до нескінченности. Відповідно до більшости означень багатогранників, таке ззірчення не є багатогранником.
Веннінґерові фігури виявилися подвоєннями рівномірного гемібагатогранника, де «гемі» граней вторять вершинам до нескінченности.

## Від математики до мистецтва

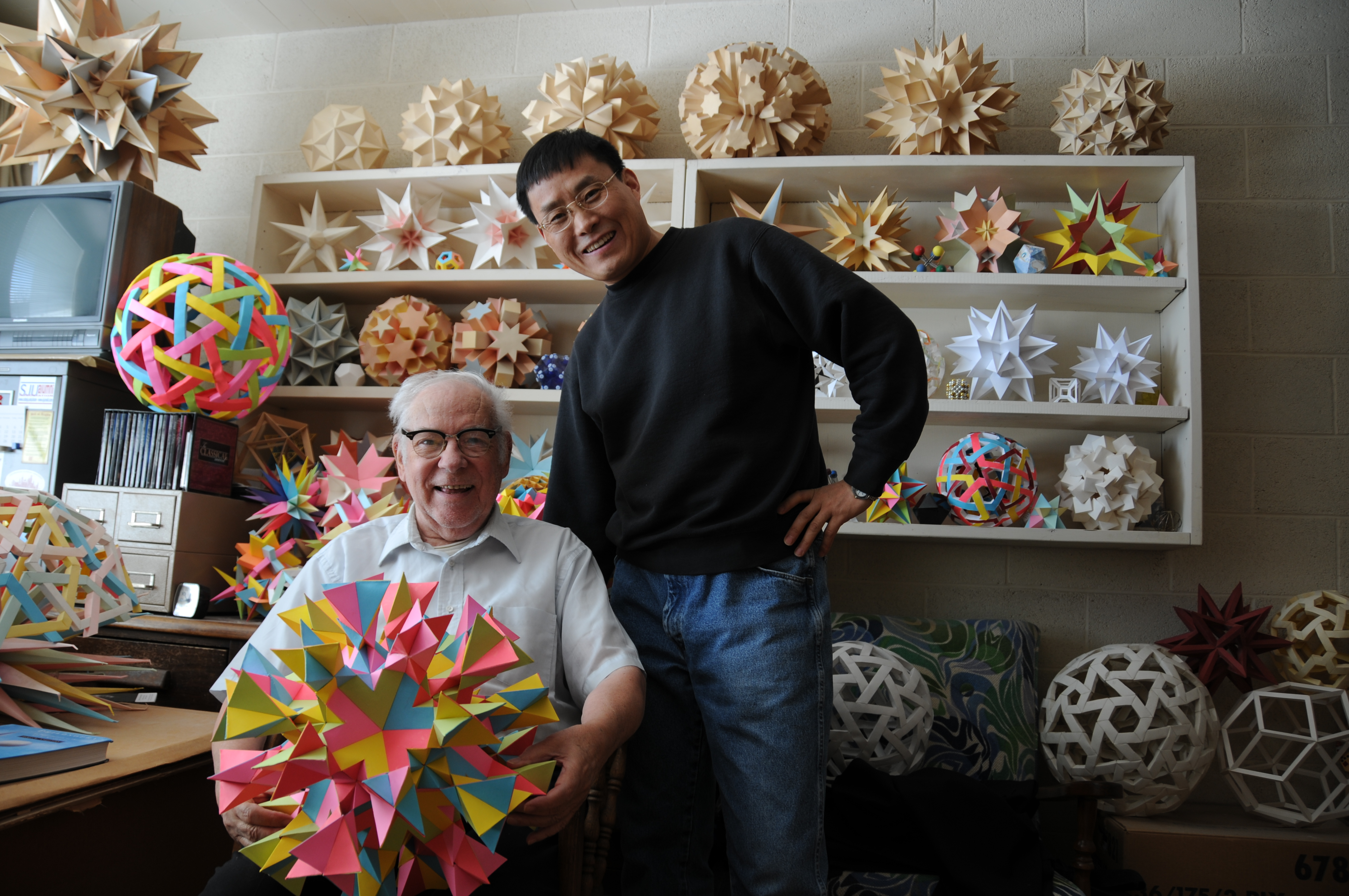
Магнус Веннінґер з деякими зі своїх моделей ззірчень багатогранників в 2009 році

Поряд зі своїм внеском у математику, Магнус Веннінґер розглядається в контексті взаємозв'язку математики і мистецтва, як людина, що зробила «особливо гарні» моделі складних ззірчених багатогранників.

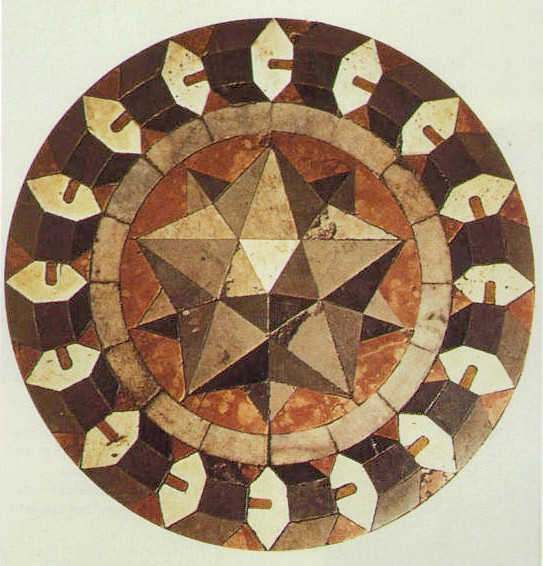
Мармурова підлога мозаїка на Паоло Учелло, базиліка Святого Марка, Венеція, ц. 1430

Італійський ренесансний художник Паоло Учелло створив мозаїчну підлогу, на якій зображено невеликий ззірчений додекаедр в Базиліці Св. Марка, Венеція, ц. 1430. Зображення Учелло використали як символ Венеційського Бієнале в 1986 році на тему «Мистецтво і Наука». Те ж ззірчення є центральним у двох літографіях Мауріца Ешера: Контраст (Порядок і Хаос), 1950, і Гравітація, 1952.